# Ла Тумба
Ла Тумба (исп. La Tumba, рус. Гробни́ца) — высотное здание в Каракасе (Венесуэла), где расположена штаб-квартира тайной политической полиции СЕБИН. Изначально строилось как офисное здание для Метрополитена Каракаса.

## История
Первоначальный проект этого офисного здания со встроенной станцией метрополитена был разработан Фондом развития Андреса Белло (англ. Andres Bello Foundation Fund for Development) при Центральном университете Венесуэлы. Планировалось, что в этом здании будет размещаться главный офис Метрополитена Каракаса.
В 2003 году был предоставлен земельный участок под строительство, расположенный рядом с Площадью Венесуэлы, недалеко от географического центра Каракаса, в районе, где уже находилось много офисов и других значимых объектов.
Строительство началось в июле 2005 года; инвестиции в него превысили 18 млн. долларов.
По проекту, здание имеет 16 наземных и 5 подземных этажей. В подземной части расположен выход на станцию метро Zona Rental; эта станция является важным пересадочным узлом, в котором пересекаются три линии метрополитена (L1, L3 и L4). Также на подземных этажах планировалась автостоянка на (приблизительно) 100 парковочных мест.
Строительство было завершено в 2008 году, однако это здание так и не было использовано в качестве офиса метрополитена. 

### Штаб-квартира СЕБИН
В 2013 году была проведена реструктуризация в Боливарианской службе национальной разведки (СЕБИН), и неожиданно штаб-квартира этой спецслужбы разместилась в здании, изначально предназначавшемся для офиса метрополитена. После этого здание и получило своё второе название, под которым стало широко известно: La Tumba (Могила). Такое наименование связано с тем, что в этом здании содержались многие политические заключённые, арестованные после начавшихся в 2014 году протестов.

### Подземная тюрьма
Вместо автостоянки на подземных этажах этого здания разместилась подземная тюрьма. Камеры были сделаны без окон, размером два на три метра, с бетонными нарами, выкрашенными в белый цвет стенами, камерами видеонаблюдения и зарешеченными дверьми, расположенные таким образом, чтобы исключить контакты между заключёнными. В таких условиях многие тяжело заболевали, но им отказывали в лечении. Яркое освещение в камерах было постоянно включено, единственными звуками, которые могли слышать заключённые днями напролёт, был шум проходящих недалеко от здания поездов метро. В результате многие заключённые теряли чувство времени. Применялась также пытка охлаждением, порой ниже температуры замерзания. Свидания заключённых допускались, но посетители подвергались тщательному обыску с раздеванием догола.
Применение «белой пытки» и других видов пыток было обычным делом в этой подземной тюрьме, отчего некоторые заключённые совершали самоубийства, другие — оговаривали себя, признавались в совершении преступлений, в которых их обвиняли (по сведениям NGO Justice and Process).